# Barra de São Francisco (microregio)
Barra de São Francisco is een van de 13 microregio's van de Braziliaanse deelstaat Espírito Santo. Zij ligt in de mesoregio Noroeste Espírito-Santense en grenst aan de deelstaat Minas Gerais in het westen en noorden, de mesoregio Litoral Norte Espírito-Santense in het noordoosten en de microregio's Nova Venécia in het oosten en zuidoosten en Colatina in het zuiden. De microregio heeft een oppervlakte van ca. 4022 km². Midden 2004 werd het inwoneraantal geschat op 86.386.
Vier gemeenten behoren tot deze microregio:
- Água Doce do Norte
- Barra de São Francisco
- Ecoporanga
- Mantenópolis

Mesoregio's: Central Espírito-Santense · Litoral Norte Espírito-Santense · Noroeste Espírito-Santense · Sul Espírito-Santense

Microregio's: Afonso Cláudio · Alegre · Barra de São Francisco · Cachoeiro de Itapemirim · Colatina · Guarapari · Itapemirim · Linhares · Montanha · Nova Venécia · Santa Teresa · São Mateus · Vitória